# Chabařovice
Chabařovice (in tedesco Karbitz) è una città della Repubblica Ceca facente parte del distretto di Ústí nad Labem, nella regione omonima.